# The Beatles' Second Album
The Beatles' Second Album je drugi studijski album skupine The Beatles, ki je bil izdan pri založbi Capitol in tretji album, ki je bil izdan v ZDA. The Beatles' Second Album je na ameriški lestvici zamenjal Meet The Beatles! na prvem mestu.

## Seznam skladb
Vse pesmi je napisal in uglasbil dvojec Lennon–McCartney, razen kjer ni posebej napisano.
| Stran 1 | Stran 1                                                         | Stran 1 |
| Št.     | Naslov                                                          | Dolžina |
| ------- | --------------------------------------------------------------- | ------- |
| 1.      | „Roll Over Beethoven‟ (Chuck Berry)                             | 2:44    |
| 2.      | „Thank You Girl‟                                                | 2:01    |
| 3.      | „You Really Got a Hold on Me‟ (Smokey Robinson)                 | 2:58    |
| 4.      | „Devil in Her Heart‟ (Richard Drapkin)                          | 2:28    |
| 5.      | „Money (That's What I Want)‟ (Janie Bradford, Berry Gordy, Jr.) | 2:47    |
| 6.      | „You Can't Do That‟                                             | 2:39    |

| Stran 2 | Stran 2                                                                                                | Stran 2            | Stran 2 |
| Št.     | Naslov                                                                                                 | {{{extra_column}}} | Dolžina |
| ------- | --- | ------------------ | ------- |
| 1.      | „Long Tall Sally‟ (Robert Blackwell, Enotris Johnson, Little Richard)                                  |                    | 2:00    |
| 2.      | „I Call Your Name‟                                                                                     | John               | 2:09    |
| 3.      | „Please Mister Postman‟ (Robert Bateman, Georgia Dobbins, William Garrett, Fred Gorman, Brian Holland) |                    | 2:35    |
| 4.      | „I'll Get You‟                                                                                         | Paul and John      | 2:05    |
| 5.      | „She Loves You‟                                                                                        |                    | 2:20    |

## Zasedba
The Beatles
- John Lennon – vokal, kitara, orglice
- Paul McCartney – vokal, bas kitara
- George Harrison – vokal, kitara
- Ringo Starr – bobni, tolkala, vokal

Dodatni glasbeniki
- George Martin – klavir